# نیکو پاتشینسکی
نیکو پاتشینسکی (انگلیسی: Nico Patschinski؛ زادهٔ ۸ نوامبر ۱۹۷۶) بازیکن فوتبال اهل آلمان است.
از باشگاه‌هایی که در آن بازی کرده‌است می‌توان به باشگاه فوتبال دینامو درسدن، باشگاه فوتبال گروتر فورث، باشگاه فوتبال دینامو برلینر، باشگاه فوتبال یونیون برلین، نیندورفر (باشگاه فوتبال)، باشگاه فوتبال روت وایس اهلن، و باشگاه فوتبال سن پائولی اشاره کرد.